# Gasteracantha quadrispinosa
Gasteracantha quadrispinosa là một loài nhện trong họ Araneidae.
Loài này thuộc chi Gasteracantha. Gasteracantha quadrispinosa được Octavius Pickard-Cambridge miêu tả năm 1879.